# Herberg de Vergulde Bock
Herberg De Bok is een voormalige herberg aan de Bokkedijk in de Nederlandse plaats Renkum (provincie Gelderland). De herberg is voor het eerst beschreven in 1649 en stond aan de zuidzijde van wat tegenwoordig de Dorpstraat is. 
In 1815 kocht Willem Offenberg de herberg en liet het gebouw slopen. In 1825 bouwde hij een nieuwe herberg aan de noordkant van de weg bouwen met de naam 'De Vergulde Bok'. Van 1851 tot 1866 vergaderde het gemeentebestuur van Renkum - in die tijd de dorpen Renkum en Oosterbeek - om beurten in De Vergulde Bok en De Vergulde Ploeg aan de Benedendorpsweg in Oosterbeek.
Bij de nieuwe herberg De Vergulde Bok stond ook de bierbrouwerij De Bok.  